# Selección de baloncesto sub-18 de España
La selección española sub-18 de baloncesto (Selección sub-18 nacional), es el representante para España en competiciones de baloncesto internacional, y está organizado por la Federación Española de Baloncesto. Representa a España en el Campeonato Europeo de Baloncesto Masculino Sub-18.
Es el único equipo que ha participado en todas las ediciones del Campeonato Europeo de Baloncesto Masculino Sub-18 desde el 1964.

## Campeonato de Europa Sub-18
| Año  | Posición  |
| ---- | --------- |
| 1964 | 8.º lugar |
| 1966 | 6.º lugar |
| 1968 | 5.º lugar |
| 1970 | 5.º lugar |
| 1972 | 7.º lugar |
| 1974 |           |
| 1976 |           |
| 1978 |           |
| 1980 | 4.º lugar |
| 1982 | 6.º lugar |
| 1984 | 4.º lugar |
| 1986 | 5.º lugar |
| 1988 | 6.º lugar |
| 1990 |           |
| 1992 | 6.º lugar |
| 1994 |           |
| 1996 | 9.º lugar |
| 1998 |           |

| Año   | Posición   |
| ----- | ---------- |
| 2000  | 11.º lugar |
| 2002  | 9.º lugar  |
| 2004  |            |
| 2005  | 4.º lugar  |
| 2006  |            |
| 2007  | 5.º lugar  |
| 2008  | 5.º lugar  |
| 2009  | 5.º lugar  |
| 2010  | 11.º lugar |
| 2011  |            |
| 2012  | 5.º lugar  |
| 2013  |            |
| 2014  | 5.º lugar  |
| 2015  | 7.º lugar  |
| 2016  | 5.º lugar  |
| 2017  |            |
| 2018  | 9.º lugar  |
| 2019  |            |
| Total | 36/36      |